# Distretto di Alirajpur
Il distretto di Alirajpur è un distretto del Madhya Pradesh, in India. È situato nella divisione di Indore e il suo capoluogo è Alirajpur.
Il distretto è stato costituito il 17 maggio 2008 separando dal distretto di Jhabua i comuni (tehsils) di Alirajpur, Jobat e Jhabra.